# Ulrich Schöntube
Ulrich Schöntube (* 28. Oktober 1973 in Berlin) ist ein deutscher Theologe.

## Leben
Schöntube wurde 1973 in Berlin geboren. Nach erfolgreichem Abitur studierte an der Berliner Humboldt-Universität Theologie. 1999 erfolgte sein 1. Theologisches Examen und das 2. im Jahr 2002. Dem schloss sich ein Promotionsstipendium des Evangelischen Studienwerks Villigst an, das er 2006 mit einer Promotion über das lutherische Bildprogramm an Emporen bei Gerlinde Strohmaier-Wiederanders am Lehrstuhl für Christliche Archäologie, Denkmalkunde und Kulturgeschichte abschloss. In diesem Jahr erfolgte auch die Ordination als Pfarrer der Evangelischen Kirche Berlin-Brandenburg-schlesische Oberlausitz (EKBO) mit Einsatz in Berlin-Weißensee bis 2008. Parallel zum Gemeinde- und Schuldienst wurde er ab 2007 Direktor der Gossner Mission. Im Ehrenamt ist er seit 2009 Landesposaunenpfarrer der EKBO. Es folgte die Übernahme eines Pfarramtes an der Johanneskirche in Berlin-Frohnau. Seit Juni 2025 ist Schöntube Direktor des Berliner Missionswerkes. Er wurde am 23. Juli 2025 in einem feierlichen Gottesdienst in der nahe des Missionshauses gelegenen Bartholomäuskirche durch Bischof Christian Stäblein in dieses Amt eingeführt.

## Familie
Ulrich Schöntube hat mit seiner Ehefrau Cornela drei Kinder.

## Mitgliedschaften
- Verein für Berlin-Brandenburgische Kirchengeschichte (Vorstand)
- Berliner Gesellschaft für Missionsgeschichte (Vorstand)
- Deutsche Gesellschaft für Missionswissenschaft
- Gründungsmitglied des Vereins Lux Bethlehem, zum Erhalt der Memoria Urbanas auf dem Bethlehemkirchplatz (Vorstand)

## Veröffentlichungen
- Emporenbilderzyklen in der Mark Brandenburg. Ein Beitrag zum lutherischen Bildprogramm des 16. – 18. Jahrhunderts. Frankfurt am Main u. a. 2008.
- Ulrich Schöntube/Oda-Gebbine Holze-Stäblein (Hrsg.): Herzenssache Mission. 175 Jahre Missionsgeschichte – Die Gossner Mission in Porträts. Erlanger Verlag für Mission und Ökumene, Neuendettelsau 2011, S. 129 ff.